# Знаки почтовой оплаты СССР (1939)
Зна́ки почто́вой опла́ты СССР (1939) — перечень (каталог) знаков почтовой оплаты (почтовых марок), введённых в обращение дирекцией по изданию и экспедированию знаков почтовой оплаты Народного комиссариата связи СССР в 1939 году.
С марта по декабрь 1939 года было выпущено 62 почтовые марки, в том числе 48 памятных (коммеморативных) и 14 стандартных: 3 — стандартного выпуска «Ленин» (1925—1939); 2 — третьего (1929—1941); 2 — четвёртого (1936—1953), для которых был использован рисунок марок предыдущего (третьего) выпуска; 4 — пятого (март — август 1939) и 3 — шестого (1939—1956) стандартного выпуска СССР. Тематика коммеморативных марок охватывала знаменательные даты и события, была посвящена сталинской реконструкции Москвы, курортам СССР, участию СССР во Всемирной выставке в Нью-Йорке и Всесоюзной сельскохозяйственной выставке (ВСХВ) в Москве, а также первому беспосадочному перелёту женского экипажа по маршруту Москва — Дальний Восток.

## Список коммеморативных (памятных) марок
Порядок следования элементов в таблице соответствует номеру по каталогу марок СССР (ЦФА), в скобках приведены номера по каталогу «Михель».
| № по каталогу | Изображение | Описание и источники | Номинал   | Дата выпуска         | Тираж     | Художник                                 |
| --- | ----------- | --- | --------- | -------------------- | --------- | ---------------------------------------- |
| (ЦФА [АО «Марка»] № 653) (Mi #665)                                                                               |             | Серия «Реконструкция Москвы»: - Улица Горького (Тверская).                                                                            | 0,10 руб. | март 1939 года       | 1 600 000 | Гравюра на дереве — Николай Шевердяев    |
| (ЦФА [АО «Марка»] № 654) (Mi #666)                                                                               |             | Серия «Реконструкция Москвы»: - Дом Совнаркома.                                                                                       | 0,20 руб. | март 1939 года       | 2 100 000 | Гравюра на дереве — Николай Шевердяев    |
| (ЦФА [АО «Марка»] № 655) (Mi #667)                                                                               |             | Серия «Реконструкция Москвы»: - Библиотека имени В. И. Ленина.                                                                        | 0,30 руб. | март 1939 года       | 1 600 000 | Гравюра на дереве — Николай Шевердяев    |
| (ЦФА [АО «Марка»] № 656) (Mi #668)                                                                               |             | Серия «Реконструкция Москвы»: - Крымский мост.                                                                                        | 0,40 руб. | март 1939 года       | 1 000 000 | Гравюра на дереве — Николай Шевердяев    |
| (ЦФА [АО «Марка»] № 657) (Mi #669)                                                                               |             | Серия «Реконструкция Москвы»: - Москворецкий мост.                                                                                    | 0,50 руб. | март 1939 года       | 1 100 000 | Гравюра на дереве — Николай Шевердяев    |
| (ЦФА [АО «Марка»] № 658) (Mi #670)                                                                               |             | Серия «Реконструкция Москвы»: - Химкинский речной вокзал.                                                                             | 0,80 руб. | март 1939 года       | 840 000   | Гравюра на дереве — Николай Шевердяев    |
| (ЦФА [АО «Марка»] № 659) (Mi #671)                                                                               |             | Серия «Реконструкция Москвы»: - Станция метро «Динамо».                                                                               | 1,00 руб. | март 1939 года       | 825 000   | Гравюра на дереве — Николай Шевердяев    |
| (ЦФА [АО «Марка»] № 660) (Mi #690)                                                                               |             | Серия «Беспосадочный перелёт Москва — Дальний Восток»: - Пилот Осипенко П. Д..                                                        | 0,15 руб. | март 1939 года       | 3 100 000 | Оформление коллектива художников Гознака |
| (ЦФА [АО «Марка»] № 661) (Mi #691)                                                                               |             | Серия «Беспосадочный перелёт Москва — Дальний Восток»: - Штурман Раскова М. М..                                                       | 0,30 руб. | март 1939 года       | 4 100 000 | Оформление коллектива художников Гознака |
| (ЦФА [АО «Марка»] № 662) (Mi #692)                                                                               |             | Серия «Беспосадочный перелёт Москва — Дальний Восток»: - Командир корабля Гризодубова В. С..                                          | 0,60 руб. | март 1939 года       | 3 100 000 | Оформление коллектива художников Гознака |
| (ЦФА [АО «Марка»] № 663) (Mi #693A)                                                                              |             | Серия «Павильон СССР на международной выставке в Нью-Йорке»: - Скульптура «Рабочий со звездой».                                       | 0,30 руб. | апрель 1939 года     | 530 000   | Н. Темноруков                            |
| (ЦФА [АО «Марка»] № 664) (Mi #694A)                                                                              |             | Серия «Павильон СССР на международной выставке в Нью-Йорке»: - Здание павильона СССР.                                                 | 0,50 руб. | апрель 1939 года     | 510 000   | Сергей Поманский                         |
| (ЦФА [АО «Марка»] № 673) (Mi #695)                                                                               |             | Серия «125-летие со дня рождения Т. Г. Шевченко»: - Автопортрет Т. Г. Шевченко.                                                       | 0,15 руб. | 9 июня 1939 года     | 300 000   | Сергей Поманский                         |
| (ЦФА [АО «Марка»] № 674) (Mi #696)                                                                               |             | Серия «125-летие со дня рождения Т. Г. Шевченко»: - Портрет Т. Г. Шевченко.                                                           | 0,30 руб. | 9 июня 1939 года     | 200 000   | Сергей Поманский                         |
| (ЦФА [АО «Марка»] № 675) (Mi #697)                                                                               |             | Серия «125-летие со дня рождения Т. Г. Шевченко»: - Памятник Т. Г. Шевченко в Харькове.                                               | 0,60 руб. | 9 июня 1939 года     | 300 000   | Сергей Поманский                         |
| (ЦФА [АО «Марка»] № 676) (Mi #699A)                                                                              |             | Серия «Всесоюзная сельскохозяйственная выставка (ВСХВ) в Москве»: - Животноводство.                                                   | 0,10 руб. | 1 августа 1939 года  | 3 000 000 | Илья Соколов, Александр Любимов          |
| (ЦФА [АО «Марка»] № 676А) (Mi #699C)                                                                             |             | Серия «Всесоюзная сельскохозяйственная выставка (ВСХВ) в Москве»: - Животноводство.                                                   | 0,10 руб. | 1 августа 1939 года  | 3 000 000 | Илья Соколов, Александр Любимов          |
| (ЦФА [АО «Марка»] № 677) (Mi #700A)                                                                              |             | Серия «Всесоюзная сельскохозяйственная выставка (ВСХВ) в Москве»: - Зерновое хозяйство.                                               | 0,15 руб. | 1 августа 1939 года  | 3 000 000 | Илья Соколов, Александр Любимов          |
| (ЦФА [АО «Марка»] № 677А) (Mi #700C)                                                                             |             | Серия «Всесоюзная сельскохозяйственная выставка (ВСХВ) в Москве»: - Зерновое хозяйство.                                               | 0,15 руб. | 1 августа 1939 года  | 3 000 000 | Илья Соколов, Александр Любимов          |
| (ЦФА [АО «Марка»] № 678) (Mi #701A)                                                                              |             | Серия «Всесоюзная сельскохозяйственная выставка (ВСХВ) в Москве»: - Овцеводство.                                                      | 0,20 руб. | 1 августа 1939 года  | 2 000 000 | Илья Соколов, Александр Любимов          |
| (ЦФА [АО «Марка»] № 678А) (Mi #701C)                                                                             |             | Серия «Всесоюзная сельскохозяйственная выставка (ВСХВ) в Москве»: - Овцеводство.                                                      | 0,20 руб. | 1 августа 1939 года  | 2 000 000 | Илья Соколов, Александр Любимов          |
| (ЦФА [АО «Марка»] № 679) (Mi #703A)                                                                              |             | Серия «Всесоюзная сельскохозяйственная выставка (ВСХВ) в Москве»: - Эмблема выставки.                                                 | 0,30 руб. | 1 августа 1939 года  | 3 000 000 | Илья Соколов, Александр Любимов          |
| (ЦФА [АО «Марка»] № 679АР) (Mi #703C)                                                                            |             | Серия «Всесоюзная сельскохозяйственная выставка (ВСХВ) в Москве»: - Эмблема выставки.                                                 | 0,30 руб. | 1 августа 1939 года  | 3 000 000 | Илья Соколов, Александр Любимов          |
| (ЦФА [АО «Марка»] № 680) (Mi #702A)                                                                              |             | Серия «Всесоюзная сельскохозяйственная выставка (ВСХВ) в Москве»: - Главный павильон.                                                 | 0,30 руб. | 1 августа 1939 года  | 3 000 000 | Илья Соколов, Александр Любимов          |
| (ЦФА [АО «Марка»] № 681) (Mi #704A)                                                                              |             | Серия «Всесоюзная сельскохозяйственная выставка (ВСХВ) в Москве»: - Хлопководство.                                                    | 0,45 руб. | 1 августа 1939 года  | 3 000 000 | Илья Соколов, Александр Любимов          |
| (ЦФА [АО «Марка»] № 682) (Mi #705A)                                                                              |             | Серия «Всесоюзная сельскохозяйственная выставка (ВСХВ) в Москве»: - Коневодство.                                                      | 0,50 руб. | 1 августа 1939 года  | 2 000 000 | Илья Соколов, Александр Любимов          |
| (ЦФА [АО «Марка»] № 683) (Mi #706A)                                                                              |             | Серия «Всесоюзная сельскохозяйственная выставка (ВСХВ) в Москве»: - Садоводство и огородничество.                                     | 0,60 руб. | 1 августа 1939 года  | 2 000 000 | Илья Соколов, Александр Любимов          |
| (ЦФА [АО «Марка»] № 683А) (Mi #706C)                                                                             |             | Серия «Всесоюзная сельскохозяйственная выставка (ВСХВ) в Москве»: - Садоводство и огородничество.                                     | 0,60 руб. | 1 августа 1939 года  | 2 000 000 | Илья Соколов, Александр Любимов          |
| (ЦФА [АО «Марка»] № 684) (Mi #707A)                                                                              |             | Серия «Всесоюзная сельскохозяйственная выставка (ВСХВ) в Москве»: - Свекловодство.                                                    | 0,80 руб. | 1 августа 1939 года  | 2 000 000 | Илья Соколов, Александр Любимов          |
| (ЦФА [АО «Марка»] № 685) (Mi #708A)                                                                              |             | Серия «Всесоюзная сельскохозяйственная выставка (ВСХВ) в Москве»: - Пушной промысел.                                                  | 1,00 руб. | 1 августа 1939 года  | 1 500 000 | Илья Соколов, Александр Любимов          |
| (ЦФА [АО «Марка»] № 685АР) (Mi #708C)                                                                            |             | Серия «Всесоюзная сельскохозяйственная выставка (ВСХВ) в Москве»: - Пушной промысел.                                                  | 1,00 руб. | 1 августа 1939 года  | 1 500 000 | Илья Соколов, Александр Любимов          |
| (ЦФА [АО «Марка»] № 686) (Mi #709)                                                                               |             | Серия «День авиации СССР»: - Планёр Г-9 — красная, с тёмно-красной надпечаткой.                                                       | 0,10 руб. | 18 августа 1939 года | 500 000   | Иван Дубасов                             |
| (ЦФА [АО «Марка»] № 687) (Mi #710)                                                                               |             | Серия «День авиации СССР»: - Парашютисты в небе — синяя, с ярко-красной надпечаткой.                                                  | 0,30 руб. | 18 августа 1939 года | 500 000   | Иван Дубасов                             |
| (ЦФА [АО «Марка»] № 688) (Mi #711)                                                                               |             | Серия «День авиации СССР»: - Учебный самолёт Ут-2 — сине-зелёная, с вишнёвой надпечаткой.                                             | 0,40 руб. | 18 августа 1939 года | 400 000   | Иван Дубасов                             |
| (ЦФА [АО «Марка»] № 689) (Mi #712)                                                                               |             | Серия «День авиации СССР»: - Аэростат в полёте — тёмно-лиловая, с красной надпечаткой.                                                | 0,50 руб. | 18 августа 1939 года | 400 000   | Иван Дубасов                             |
| (ЦФА [АО «Марка»] № 690) (Mi #713)                                                                               |             | Серия «День авиации СССР»: - Самолёт АНТ-6 в полёте — серо-коричневая, с тёмно-синей надпечаткой.                                     | 1,00 руб. | 18 августа 1939 года | 200 000   | Иван Дубасов                             |
| (ЦФА [АО «Марка»] № 702) (Mi #714)                                                                               |             | Серия «50-летие со дня смерти писателя-сатирика М. Салтыкова-Щедрина»: - Портрет М. Е. Салтыкова-Щедрина, красно-лиловая.             | 0,15 руб. | сентябрь 1939 года   | 3 000 000 | Сергей Поманский                         |
| (ЦФА [АО «Марка»] № 703) (Mi #715)                                                                               |             | Серия «50-летие со дня смерти писателя-сатирика М. Салтыкова-Щедрина» (1889—1939): - Портрет М. Е. Салтыкова-Щедрина, тёмно-зелёная.  | 0,30 руб. | сентябрь 1939 года   | 2 000 000 | Сергей Поманский                         |
| (ЦФА [АО «Марка»] № 704) (Mi #716)                                                                               |             | Серия «50-летие со дня смерти писателя-сатирика М. Салтыкова-Щедрина» (1889—1939): - Портрет М. Е. Салтыкова-Щедрина, серо-оливковая. | 0,45 руб. | сентябрь 1939 года   | 2 000 000 | Сергей Поманский                         |
| (ЦФА [АО «Марка»] № 705) (Mi #717)                                                                               |             | Серия «50-летие со дня смерти писателя-сатирика М. Салтыкова-Щедрина» (1889—1939): - Портрет М. Е. Салтыкова-Щедрина, тёмно-синяя.    | 0,60 руб. | сентябрь 1939 года   | 1 000 000 | Сергей Поманский                         |
| (ЦФА [АО «Марка»] № 706) (Mi #718)                                                                               |             | Серия «Курорты СССР»: - Кисловодск. Санаторий «Россия».                                                                               | 0,05 руб. | ноябрь 1939 года     | 500 000   | Сергей Поманский                         |
| (ЦФА [АО «Марка»] № 707) (Mi #719)                                                                               |             | Серия «Курорты СССР»: - Сочи. Санаторий РККА имени тов. Ворошилова, красная.                                                          | 0,10 руб. | ноябрь 1939 года     | 500 000   | Сергей Поманский                         |
| (ЦФА [АО «Марка»] № 708) (Mi #720)                                                                               |             | Серия «Курорты СССР»: - Сочи. Санаторий РККА имени тов. Ворошилова, зелёная.                                                          | 0,15 руб. | ноябрь 1939 года     | 500 000   | Сергей Поманский                         |
| (ЦФА [АО «Марка»] № 709) (Mi #721)                                                                               |             | Серия «Курорты СССР»: - Новый Афон. Санаторий «Абхазия».                                                                              | 0,20 руб. | ноябрь 1939 года     | 500 000   | Сергей Поманский                         |
| (ЦФА [АО «Марка»] № 710) (Mi #722)                                                                               |             | Серия «Курорты СССР»: - Сочи. НИИ курортологии, чёрно-синяя.                                                                          | 0,30 руб. | ноябрь 1939 года     | 500 000   | Сергей Поманский                         |
| (ЦФА [АО «Марка»] № 711) (Mi #723)                                                                               |             | Серия «Курорты СССР»: - Сочи. Санаторий имени С. Орджоникидзе, тёмно-серая.                                                           | 0,50 руб. | ноябрь 1939 года     | 500 000   | Сергей Поманский                         |
| (ЦФА [АО «Марка»] № 712) (Mi #724)                                                                               |             | Серия «Курорты СССР»: - Сухуми. Санаторий имени С. Орджоникидзе.                                                                      | 0,60 руб. | ноябрь 1939 года     | 300 000   | Сергей Поманский                         |
| (ЦФА [АО «Марка»] № 713) (Mi #725)                                                                               |             | Серия «Курорты СССР»: - Сочи. Санаторий имени С. Орджоникидзе, оранжево-красная.                                                      | 0,80 руб. | ноябрь 1939 года     | 300 000   | Сергей Поманский                         |
| (ЦФА [АО «Марка»] № 714) (Mi #726)                                                                               |             | Серия «125-летие со дня рождения поэта М. Ю. Лермонтова»: - Портрет М. Ю. Лермонтова, коричневая, тёмно-синяя.                        | 0,15 руб. | декабрь 1939 года    | 500 000   | Сергей Поманский                         |
| (ЦФА [АО «Марка»] № 715) (Mi #727)                                                                               |             | Серия «125-летие со дня рождения поэта М. Ю. Лермонтова»: - Портрет М. Ю. Лермонтова, чёрно-коричневая, тёмно-зелёная.                | 0,30 руб. | декабрь 1939 года    | 500 000   | Сергей Поманский                         |
| (ЦФА [АО «Марка»] № 716) (Mi #728)                                                                               |             | Серия «125-летие со дня рождения поэта М. Ю. Лермонтова»: - Портрет М. Ю. Лермонтова, чёрно-синяя, красная.                           | 0,45 руб. | декабрь 1939 года    | 300 000   | Сергей Поманский                         |
| (ЦФА [АО «Марка»] № 717) (Mi #729Ar) (ЦФА [АО «Марка»] № 717А) (Mi #729C)                                        |             | Серия «50-летие со дня смерти Н. Г. Чернышевского»: - Портрет Н. Г. Чернышевского, зелёная.                                           | 0,15 руб. | декабрь 1939 года    | 2 000 000 | С. Новский                               |
| (ЦФА [АО «Марка»] № 718) (Mi #730Ar) (ЦФА [АО «Марка»] № 718Р) (Mi #730As) (ЦФА [АО «Марка»] № 718АР) (Mi #730C) |             | Серия «50-летие со дня смерти Н. Г. Чернышевского»: - Портрет Н. Г. Чернышевского, лиловая.                                           | 0,30 руб. | декабрь 1939 года    | 2 000 000 | С. Новский                               |
| (ЦФА [АО «Марка»] № 719) (Mi #731Ar) (ЦФА [АО «Марка»] № 719Р) (Mi #731As) (ЦФА [АО «Марка»] № 719А) (Mi #731C)  |             | Серия «50-летие со дня смерти Н. Г. Чернышевского»: - Портрет Н. Г. Чернышевского, сине-зелёная.                                      | 0,60 руб. | декабрь 1939 года    | 1 000 000 | С. Новский                               |

## Выпуски стандартных марок

### Стандарт «Ленин» (1925—1939)
В 1939 году переизданы стандартные почтовые марки с портретом В. И. Ленина — в обращение поступили марки образца 1925—1929 года номиналом в 3; 5 и 10 рублей на рыхлой и гладкой бумаге без водяного знака. В мае переизданы марки образца 1925—1929 года номиналом в 3 (художник Д. Голядкин) и 5 (художник В. Корзун) рублей, а в ноябре — марка номиналом 10 рублей (художник В. Корзун).
Порядок следования элементов в таблице соответствует номеру по каталогу марок СССР (ЦФА), в скобках приведены номера по каталогу «Михель».
| № по каталогу                      | Изображение | Описание и источники  | Номинал    | Дата выпуска     | Тираж     | Художник                               |
| ---------------------------------- | ----------- | --------------------- | ---------- | ---------------- | --------- | -------------------------------------- |
| (ЦФА [АО «Марка»] № 670) (Mi #687) |             | Портрет В. И. Ленина. | 3,00 руб.  | ноябрь 1939 года | 2 000 000 | Дмитрий Голядкин гравёр Перикл Ксидиас |
| (ЦФА [АО «Марка»] № 671) (Mi #688) |             | Портрет В. И. Ленина. | 5,00 руб.  | май 1939 года    | 1 000 000 | В. Корзун гравёр Перикл Ксидиас        |
| (ЦФА [АО «Марка»] № 672) (Mi #689) |             | Портрет В. И. Ленина. | 10,00 руб. | май 1939 года    | 1 000 000 | В. Корзун гравёр Перикл Ксидиас        |

### Третий выпуск стандартных марок (1929—1941)
В августе 1939 года был осуществлён вспомогательный выпуск: на марке третьего стандартного выпуска СССР номиналом в 4 копейки (с водяным знаком и без него) была сделана чёрная типографская надпечатка нового номинала «30 коп.».
Порядок следования элементов в таблице соответствует номеру по каталогу марок СССР (ЦФА), в скобках приведены номера по каталогу «Михель».
| № по каталогу                       | Изображение | Описание и источники | Номинал                      | Дата выпуска     | Тираж     | Художник         |
| ----------------------------------- | ----------- | -------------------- | ---------------------------- | ---------------- | --------- | ---------------- |
| (ЦФА [АО «Марка»] № 691) (Mi #698)  |             | Колхозница.          | 0,04 руб. надпечатка 30 коп. | август 1939 года | 1 000 000 | Дмитрий Голядкин |
| (ЦФА [АО «Марка»] № 692) (Mi #698Z) |             | Колхозница.          | 0,04 руб. надпечатка 30 коп. | август 1939 года | 1 000 000 | Дмитрий Голядкин |

### Четвёртый выпуск стандартных марок (1936—1953)
В 1939 году продолжена эмиссия стандартных почтовых марок четвёртого стандартного выпуска СССР. Для марок четвёртого стандартного выпуска использовались рисунки марок предыдущего выпуска. Эмиссия марок четвёртого стандартного выпуска официально начата в июле 1936 года. Марки неоднократно переиздавались на белой и сероватой бумаге с белым и жёлтым клеем, имеют многочисленные оттенки цвета.
Порядок следования элементов в таблице соответствует номеру по каталогу марок СССР (ЦФА), в скобках приведены номера по каталогу «Михель».
| № по каталогу                         | Изображение | Описание и источники | Номинал   | Дата выпуска | Тираж    | Художник         |
| ------------------------------------- | ----------- | -------------------- | --------- | ------------ | -------- | ---------------- |
| (ЦФА [АО «Марка»] № 556А) (Mi #677IC) |             | Работница.           | 0,10 руб. | 1939 год     | массовый | Дмитрий Голядкин |
| (ЦФА [АО «Марка»] № 558А) (Mi #578C)  |             | Колхозница.          | 0,20 руб. | 1939 год     | массовый | Дмитрий Голядкин |

### Пятый выпуск стандартных марок (март — август 1939)
Марки пятого стандартного выпуска поступили в обращение в марте-августе 1939 года. Было эмиттировано три номинала: 15, 30 и 60 копеек. Для марки номиналом в 30 копеек использовали рисунок Дмитрия Голядкина предыдущего выпуска (работница), остальные марки оригинальных рисунков — рабочий-сталевар (рисунок был создан коллективом художников Гознака) и герб СССР (художник Н. Темноруков). Марка номиналом в 60 копеек была отпечатана глубокой печатью, остальные — типографской на обыкновенной бумаге без водяных знаков, с зубцами.
Порядок следования элементов в таблице соответствует номеру по каталогу марок СССР (ЦФА), в скобках приведены номера по каталогу «Михель».
| № по каталогу                           | Изображение | Описание и источники | Номинал   | Дата выпуска     | Тираж    | Художник                     |
| --------------------------------------- | ----------- | -------------------- | --------- | ---------------- | -------- | ---------------------------- |
| (ЦФА [АО «Марка»] № 667) (Mi #678IA)    |             | Сталевар.            | 0,15 руб. | март 1939 года   | массовый | коллектив художников Гознака |
| (ЦФА [АО «Марка»] № 668) (Mi #681IA)    |             | Работница.           | 0,30 руб. | март 1939 года   | массовый | Дмитрий Голядкин             |
| (ЦФА [АО «Марка»] № 669) (Mi #684IVAr)  |             | Герб СССР.           | 0,60 руб. | август 1939 года | массовый | Н. Темноруков                |
| (ЦФА [АО «Марка»] № 669А) (Mi #684IVCr) |             | Герб СССР.           | 0,60 руб. | август 1939 года | массовый | Н. Темноруков                |

### Шестой выпуск стандартных марок (1939—1956)
В августе 1939 года в обращение поступили марки шестого стандартного выпуска, который издавался до декабря 1956 года. Первая эмиссия шестого стандартного выпуска началась в августе 1939 и продолжалась до марта 1940 года. На трёх миниатюрах номиналами в 5, 15 и 30 копеек художник В. Сидельников изобразил шахтёра, красноармейца и лётчика.
Порядок следования элементов в таблице соответствует номеру по каталогу марок СССР (ЦФА), в скобках приведены номера по каталогу «Михель».
| № по каталогу                        | Изображение | Описание и источники                   | Номинал   | Дата выпуска       | Тираж    | Художник                                       |
| ------------------------------------ | ----------- | -------------------------------------- | --------- | ------------------ | -------- | ---------------------------------------------- |
| (ЦФА [АО «Марка»] № 693) (Mi #676IA) |             | Шахтёр, кирпично-красная (15×22,5 мм). | 0,05 руб. | август 1939 года   | массовый | В. Сидельников и коллектив художников Гознака. |
| (ЦФА [АО «Марка»] № 694) (Mi #679IA) |             | Красноармеец, тёмно-зелёная.           | 0,15 руб. | сентябрь 1939 года | массовый | В. Сидельников и коллектив художников Гознака. |
| (ЦФА [АО «Марка»] № 695) (Mi #682IA) |             | Лётчик, тёмно-синяя.                   | 0,30 руб. | август 1939 года   | массовый | В. Сидельников и коллектив художников Гознака. |

## Комментарии
1. ↑  Коммеморативные марки — обобщённое название специальных художественных (памятных, юбилейных и других) почтовых марок. Для упрощения терминологии в случаях, когда требуется лишь подчеркнуть, что данная марка не является общеупотребляемой (то есть стандартной), под термином «коммеморативная марка» подразумевают, кроме перечисленных выше, также тематические (рисунки которых, посвящены определённой теме коллекционирования) марки. Также все упомянутые марки, объединённые термином «коммеморативная», имеют общую черту: как правило, такие марки изготовляются на высоком полиграфическом уровне[5].
2. ↑  Ниже приведён перечень памятных художественных марок (с возможностью сортировки по номиналу, тиражу и дате введения в обращение).
3. ↑  Серия «Реконструкция Москвы»: улица Горького (Тверская), коричневая на светло-коричневом фоне. Печать типографская на мелованной бумаге, перфорирована: комбинированная гребенчатая зубцовка 12½:12 (на каждые 2 сантиметра края марки приходится 12½:12 зубцов), по 25 (5×5) экземпляров на марочных листах[1][8][9].
4. ↑  Серия «Реконструкция Москвы»: дом Совнаркома, тёмно-зелёная на голубом фоне. Печать типографская на мелованной бумаге, перфорирована: комбинированная гребенчатая зубцовка 12½:12 (на каждые 2 сантиметра края марки приходится 12½:12 зубцов), по 25 (5×5) экземпляров на марочных листах[1][8][9].
5. ↑  Серия «Реконструкция Москвы»: библиотека имени В. И. Ленина, лилово-коричневая на светло-лилово-коричневом фоне. Печать типографская на мелованной бумаге, перфорирована: комбинированная гребенчатая зубцовка 12½:12 (на каждые 2 сантиметра края марки приходится 12½:12 зубцов), по 25 (5×5) экземпляров на марочных листах[1][8][9].
6. ↑  Серия «Реконструкция Москвы»: Крымский мост, голубая на светло-голубом фоне. Печать типографская на мелованной бумаге, перфорирована: комбинированная гребенчатая зубцовка 12½:12 (на каждые 2 сантиметра края марки приходится 12½:12 зубцов), по 25 (5×5) экземпляров на марочных листах[1][8][9].
7. ↑  Серия «Реконструкция Москвы»: Москворецкий мост, красно-лиловая на светло-коричневом фоне. Печать типографская на мелованной бумаге, перфорирована: комбинированная гребенчатая зубцовка 12½:12 (на каждые 2 сантиметра края марки приходится 12½:12 зубцов), по 25 (5×5) экземпляров на марочных листах[1][8][9].
8. ↑  Серия «Реконструкция Москвы»: Химкинский речной вокзал, оливковая на голубом фоне. Печать типографская на мелованной бумаге, перфорирована: комбинированная гребенчатая зубцовка 12½:12 (на каждые 2 сантиметра края марки приходится 12½:12 зубцов), по 25 (5×5) экземпляров на марочных листах[1][8][9].
9. ↑  Серия «Реконструкция Москвы»: станция метро «Динамо», тёмно-синяя на голубом фоне. Печать типографская на мелованной бумаге, перфорирована: комбинированная гребенчатая зубцовка 12:12½ (на каждые 2 сантиметра края марки приходится 12:12½ зубцов), по 25 (5×5) экземпляров на марочных листах[1][8][9].
10. ↑  Серия «Беспосадочный перелёт Москва — Дальний Восток» 24—25 сентября 1938 года: пилот Осипенко П. Д., зелёная. Фототипия, перфорирована: линейная зубцовка 12½ (на каждые 2 сантиметра края марки приходится 12½ зубцов). Разновидность  (ЦФА [АО «Марка»] № 660А) — без зубцов. В марочных листах по 100 (10×10) экземпляров[1][8][10].
11. ↑  Серия «Беспосадочный перелёт Москва — Дальний Восток» 24—25 сентября 1938 года: штурман Раскова М. М., коричнево-лиловая. Фототипия, перфорирована: линейная зубцовка 12½ (на каждые 2 сантиметра края марки приходится 12½ зубцов). Разновидность  (ЦФА [АО «Марка»] № 661А) — без зубцов. В марочных листах по 100 (10×10) экземпляров[1][8][10].
12. ↑  Серия «Беспосадочный перелёт Москва — Дальний Восток» 24—25 сентября 1938 года: командир корабля Гризодубова В. С., кирпично-красная. Фототипия, перфорирована: линейная зубцовка 12½ (на каждые 2 сантиметра края марки приходится 12½ зубцов). Разновидность  (ЦФА [АО «Марка»] № 662А) — без зубцов. В марочных листах по 100 (10×10) экземпляров[1][8][10].
13. ↑  Серия «Павильон СССР на международной выставке в Нью-Йорке»: скульптура «Рабочий со звездой», чёрно-синяя, красная. Фототипия, перфорирована: линейная зубцовка 12½ (на каждые 2 сантиметра края марки приходится 12½ зубцов). В марочных листах по 100 (10×10)[11] экземпляров[1][11][10].
14. ↑  Серия «Павильон СССР на международной выставке в Нью-Йорке»: здание павильона СССР, светло-коричневая, голубая. Размер рисунка 33×22 мм[11]  (Mi #694AI). Фототипия, перфорирована: линейная зубцовка 12½ (на каждые 2 сантиметра края марки приходится 12½ зубцов). Разновидность  (ЦФА [АО «Марка»] № 664А)  (Mi #694AII) — размер рисунка 32,5×21,5 мм[11]. В марочных листах по 100 (10×10)[11] экземпляров[1][11][10].
15. ↑  Суммарный тираж всех разновидностей марок  (ЦФА [АО «Марка»] № 664)  (Mi #694AI) и  (ЦФА [АО «Марка»] № 664А)  (Mi #694AII)[1][11][10].
16. ↑  Серия «125-летие со дня рождения Т. Г. Шевченко»: автопортрет Т. Г. Шевченко, чёрная, коричневая. Фототипия, перфорирована: линейная зубцовка 12½ (на каждые 2 сантиметра края марки приходится 12½ зубцов). В марочных листах по 100 (10×10) экземпляров[1][12][13].
17. ↑  Серия «125-летие со дня рождения Т. Г. Шевченко»: портрет Т. Г. Шевченко, чёрная, красная. Фототипия, перфорирована: линейная зубцовка 12½ (на каждые 2 сантиметра края марки приходится 12½ зубцов). В марочных листах по 100 (10×10) экземпляров[1][12][13].
18. ↑  Серия «125-летие со дня рождения Т. Г. Шевченко»: памятник Т. Г. Шевченко в Харькове, коричневая, зелёная. Фототипия, перфорирована: линейная зубцовка 12½ (на каждые 2 сантиметра края марки приходится 12½ зубцов). В марочных листах по 100 (10×10) экземпляров[1][12][13].
19. ↑  Серия «Всесоюзная сельскохозяйственная выставка (ВСХВ) в Москве»: животноводство (растр «ГР»), карминовая. Глубокая печать, перфорирована: линейная зубцовка 12½ (на каждые 2 сантиметра края марки приходится 12½ зубцов). Разновидность  (ЦФА [АО «Марка»] № 676Р)  (Mi #699A) — растр «ВР». В марочных листах по 100 (10×10) экземпляров[1][14][15].
20. 1 2  Суммарный тираж всех разновидностей марок  (ЦФА [АО «Марка»] № 676)  (Mi #699A) и  (ЦФА [АО «Марка»] № 676А)  (Mi #699C)[1][14][15].
21. ↑  Серия «Всесоюзная сельскохозяйственная выставка (ВСХВ) в Москве»: животноводство (растр «ГР»), карминовая. Глубокая печать, перфорирована: комбинированная гребенчатая зубцовка 12½:12 (на каждые 2 сантиметра края марки приходится 12½:12 зубцов). Разновидность  (ЦФА [АО «Марка»] № 676АР)  (Mi #699C) — растр «ВР». В марочных листах по 100 (10×10) экземпляров[1][14][15].
22. ↑  Серия «Всесоюзная сельскохозяйственная выставка (ВСХВ) в Москве»: зерновое хозяйство (растр «ВР»), красно-коричневая. Глубокая печать, перфорирована: линейная зубцовка 12½ (на каждые 2 сантиметра края марки приходится 12½ зубцов). Разновидность  (ЦФА [АО «Марка»] № 677Р)  (Mi #700A) — растр «ГР». В марочных листах по 100 (10×10) экземпляров[1][14][15].
23. 1 2  Суммарный тираж всех разновидностей марок  (ЦФА [АО «Марка»] № 677)  (Mi #700A) и  (ЦФА [АО «Марка»] № 677А)  (Mi #700C)[1][14][15].
24. ↑  Серия «Всесоюзная сельскохозяйственная выставка (ВСХВ) в Москве»: зерновое хозяйство (растр «ВР»), красно-коричневая. Глубокая печать, перфорирована: комбинированная гребенчатая зубцовка 12:12½ (на каждые 2 сантиметра края марки приходится 12:12½ зубцов). В марочных листах по 100 (10×10) экземпляров[1][14][15].
25. ↑  Серия «Всесоюзная сельскохозяйственная выставка (ВСХВ) в Москве»: овцеводство (растр «ГР»), сине-чёрная. Глубокая печать, перфорирована: линейная зубцовка 12½ (на каждые 2 сантиметра края марки приходится 12½ зубцов). Разновидность  (ЦФА [АО «Марка»] № 678Р)  (Mi #701A) — растр «ВР». В марочных листах по 100 (10×10) экземпляров[1][14][15].
26. 1 2  Суммарный тираж всех разновидностей марок  (ЦФА [АО «Марка»] № 678)  (Mi #701A) и  (ЦФА [АО «Марка»] № 678А)  (Mi #701C)[1][14][15].
27. ↑  Серия «Всесоюзная сельскохозяйственная выставка (ВСХВ) в Москве»: овцеводство (растр «ГР»), сине-чёрная. Глубокая печать, перфорирована: комбинированная гребенчатая зубцовка 12:12½ (на каждые 2 сантиметра края марки приходится 12:12½ зубцов). Разновидность  (ЦФА [АО «Марка»] № 678АР)  (Mi #701C) — растр «ВР». В марочных листах по 100 (10×10) экземпляров[1][14][15].
28. ↑  Серия «Всесоюзная сельскохозяйственная выставка (ВСХВ) в Москве»: эмблема выставки (растр «ВР»), оранжевая. Глубокая печать, перфорирована: линейная зубцовка 12½ (на каждые 2 сантиметра края марки приходится 12½ зубцов). Разновидность  (ЦФА [АО «Марка»] № 679Р)  (Mi #703A) — растр «ГР». В марочных листах по 100 (10×10) экземпляров[1][14][15].
29. 1 2  Суммарный тираж всех разновидностей марок  (ЦФА [АО «Марка»] № 679)  (Mi #703A) и  (ЦФА [АО «Марка»] № 679А)  (Mi #703C)[1][14][15].
30. ↑  Серия «Всесоюзная сельскохозяйственная выставка (ВСХВ) в Москве»: эмблема выставки (растр «ГР»), оранжевая. Глубокая печать, перфорирована: комбинированная гребенчатая зубцовка 12½:12 (на каждые 2 сантиметра края марки приходится 12½:12 зубцов). В марочных листах по 100 (10×10) экземпляров[1][14][15].
31. ↑  Серия «Всесоюзная сельскохозяйственная выставка (ВСХВ) в Москве»: главный павильон (растр «ВР»), сине-лиловая. Глубокая печать, перфорирована: линейная зубцовка 12½ (на каждые 2 сантиметра края марки приходится 12½ зубцов). Разновидности:  (ЦФА [АО «Марка»] № 680А) — на плотной бумаге (растр «ВР»);  (ЦФА [АО «Марка»] № 680Р)  (Mi #702A) — растр «ГР». В марочных листах по 100 (10×10) экземпляров[1][14][15].
32. ↑  Суммарный тираж всех разновидностей марок  (ЦФА [АО «Марка»] № 680)  (Mi #702A) и  (ЦФА [АО «Марка»] № 680А)  (Mi #702A)[1][14][15].
33. ↑  Серия «Всесоюзная сельскохозяйственная выставка (ВСХВ) в Москве»: хлопководство (растр «ГР»), тёмно-зелёная. Глубокая печать, перфорирована: линейная зубцовка 12½ (на каждые 2 сантиметра края марки приходится 12½ зубцов). Разновидность  (ЦФА [АО «Марка»] № 681Р)  (Mi #704A) — растр «ВР». В марочных листах по 100 (10×10) экземпляров[1][14][15].
34. ↑  Суммарный тираж всех разновидностей марок  (ЦФА [АО «Марка»] № 681)  (Mi #704A) и  (ЦФА [АО «Марка»] № 681Р)  (Mi #704A)[1][14][15].
35. ↑  Серия «Всесоюзная сельскохозяйственная выставка (ВСХВ) в Москве»: коневодство (растр «ГР»), красно-коричневая. Глубокая печать на простой бумаге, перфорирована: линейная зубцовка 12½ (на каждые 2 сантиметра края марки приходится 12½ зубцов). Разновидности:  (ЦФА [АО «Марка»] № 682А)  (Mi #705A) — на толстой бумаге;  (ЦФА [АО «Марка»] № 682-I)  (Mi #705A) — без зубцов (у всех разновидностей линейная зубцовка 12½ и растр «ГР»). В марочных листах по 100 (10×10) экземпляров[1][14][15].
36. ↑  Суммарный тираж всех разновидностей марок  (ЦФА [АО «Марка»] № 682)  (Mi #705A) и  (ЦФА [АО «Марка»] № 682А)  (Mi #705A)[1][14][15].
37. ↑  Серия «Всесоюзная сельскохозяйственная выставка (ВСХВ) в Москве»: садоводство и огородничество (растр «ГР»), фиолетовая. Глубокая печать, перфорирована: линейная зубцовка 12½ (на каждые 2 сантиметра края марки приходится 12½ зубцов). Разновидность  (ЦФА [АО «Марка»] № 683Р)  (Mi #706A) — растр «ВР». В марочных листах по 100 (10×10) экземпляров[1][14][15].
38. 1 2  Суммарный тираж всех разновидностей марок  (ЦФА [АО «Марка»] № 683)  (Mi #706A) и  (ЦФА [АО «Марка»] № 683А)  (Mi #706C)[1][14][15].
39. ↑  Серия «Всесоюзная сельскохозяйственная выставка (ВСХВ) в Москве»: садоводство и огородничество (растр «ГР»), фиолетовая. Глубокая печать, перфорирована: комбинированная гребенчатая зубцовка 12½:12 (на каждые 2 сантиметра края марки приходится 12½:12 зубцов). Разновидность  (ЦФА [АО «Марка»] № 683АР)  (Mi #706C) — растр «ВР». В марочных листах по 100 (10×10) экземпляров[1][14][15].
40. ↑  Серия «Всесоюзная сельскохозяйственная выставка (ВСХВ) в Москве»: свекловодство (растр «ГР»), тёмно-лиловая. Глубокая печать, перфорирована: линейная зубцовка 12½ (на каждые 2 сантиметра края марки приходится 12½ зубцов). Разновидность  (ЦФА [АО «Марка»] № 684Р)  (Mi #707A) — растр «ВР». В марочных листах по 100 (10×10) экземпляров[1][14][15].
41. ↑  Суммарный тираж всех разновидностей марок  (ЦФА [АО «Марка»] № 684)  (Mi #707A) и  (ЦФА [АО «Марка»] № 684Р)  (Mi #707A)[1][14][15].
42. ↑  Серия «Всесоюзная сельскохозяйственная выставка (ВСХВ) в Москве»: пушной промысел (растр «ГР»), тёмно-синяя. Глубокая печать, перфорирована: линейная зубцовка 12½ (на каждые 2 сантиметра края марки приходится 12½ зубцов). Разновидность  (ЦФА [АО «Марка»] № 685Р)  (Mi #708A) — растр «ВР». В марочных листах по 100 (10×10) экземпляров[1][14][15].
43. 1 2  Суммарный тираж всех разновидностей марок  (ЦФА [АО «Марка»] № 685)  (Mi #708A) и  (ЦФА [АО «Марка»] № 685АР)  (Mi #708C)[1][14][15].
44. ↑  Серия «Всесоюзная сельскохозяйственная выставка (ВСХВ) в Москве»: пушной промысел (растр «ВР»), тёмно-синяя. Глубокая печать, перфорирована: комбинированная гребенчатая зубцовка 12½:12 (на каждые 2 сантиметра края марки приходится 12½:12 зубцов). В марочных листах по 100 (10×10) экземпляров[1][14][15].
45. ↑  Серия «День авиации СССР»: (рисунок марки  (ЦФА [АО «Марка»] № 626) «Планёр Г-9», в изменённых цветах) — красная, с тёмно-красной типографской надпечаткой текста «18 августа — День авиации СССР». Типографская печать на бумаге, без водяного знака, перфорирована: комбинированная гребенчатая зубцовка 12:12½ (на каждые 2 сантиметра края марки приходится 12:12½ зубцов). В марочных листах по 50 (5×10) экземпляров[1][16][17].
46. ↑  Серия «День авиации СССР»: (рисунок марки  (ЦФА [АО «Марка»] № 629) «Парашютисты в небе», в изменённых цветах) — синяя, с ярко-красной типографской надпечаткой текста «18 августа — День авиации СССР». Типографская печать на бумаге, без водяного знака, перфорирована: комбинированная гребенчатая зубцовка 12½:12 (на каждые 2 сантиметра края марки приходится 12½:12 зубцов). В марочных листах по 50 (10×5) экземпляров[1][16][17].
47. ↑  Серия «День авиации СССР»: (рисунок марки  (ЦФА [АО «Марка»] № 630) «Учебный самолёт Ут-2», в изменённых цветах) — сине-зелёная, с вишнёвой типографской надпечаткой текста «18 августа — День авиации СССР». Типографская печать на бумаге, без водяного знака, перфорирована: комбинированная гребенчатая зубцовка 12:12½ (на каждые 2 сантиметра края марки приходится 12:12½ зубцов). В марочных листах по 50 (5×10) экземпляров[1][16][17].
48. ↑  Серия «День авиации СССР»: (рисунок марки  (ЦФА [АО «Марка»] № 631) «Аэростат в полёте», в изменённых цветах) — тёмно-лиловая, с красной типографской надпечаткой текста «18 августа — День авиации СССР». Типографская печать на бумаге, без водяного знака, перфорирована: комбинированная гребенчатая зубцовка 12½:12 (на каждые 2 сантиметра края марки приходится 12½:12 зубцов). В марочных листах по 50 (10×5) экземпляров[1][16][17].
49. ↑  Серия «День авиации СССР»: (рисунок марки  (ЦФА [АО «Марка»] № 633) «Самолёт АНТ-6 в полёте», в изменённых цветах) — серо-коричневая, с тёмно-синей типографской надпечаткой текста «18 августа — День авиации СССР». Типографская печать на бумаге, без водяного знака, перфорирована: комбинированная гребенчатая зубцовка 12:12½ (на каждые 2 сантиметра края марки приходится 12:12½ зубцов). В марочных листах по 50 (5×10) экземпляров[1][16][17].
50. ↑  Серия «50-летие со дня смерти писателя-сатирика М. Салтыкова-Щедрина» (1889—1939): портрет М. Е. Салтыкова-Щедрина, красно-лиловая. Типографская печать на бумаге, без водяного знака, перфорирована: комбинированная гребенчатая зубцовка 12½:12 (на каждые 2 сантиметра края марки приходится 12½:12 зубцов). В марочных листах по 50 (10×5) экземпляров[1][18][19].
51. ↑  Серия «50-летие со дня смерти писателя-сатирика М. Салтыкова-Щедрина»: портрет М. Е. Салтыкова-Щедрина, тёмно-зелёная. Типографская печать на бумаге, без водяного знака, перфорирована: комбинированная гребенчатая зубцовка 12½:12 (на каждые 2 сантиметра края марки приходится 12½:12 зубцов). В марочных листах по 50 (10×5) экземпляров[1][18][19].
52. ↑  Серия «50-летие со дня смерти писателя-сатирика М. Салтыкова-Щедрина»: портрет М. Е. Салтыкова-Щедрина, серо-оливковая. Типографская печать на бумаге, без водяного знака, перфорирована: комбинированная гребенчатая зубцовка 12½:12 (на каждые 2 сантиметра края марки приходится 12½:12 зубцов). В марочных листах по 50 (10×5) экземпляров[1][18][19].
53. ↑  Серия «50-летие со дня смерти писателя-сатирика М. Салтыкова-Щедрина»: портрет М. Е. Салтыкова-Щедрина, тёмно-синяя. Типографская печать на бумаге, без водяного знака, перфорирована: комбинированная гребенчатая зубцовка 12½:12 (на каждые 2 сантиметра края марки приходится 12½:12 зубцов). Разновидности с разбитым клише:  (ЦФА [АО «Марка»] № 705К) (41-я марка на листе)  (Mi #717 I) — разбитая цифра «6» в номинале читается «00» и  (ЦФА [АО «Марка»] № 705К1)  (Mi #717 II) — разбитая «9» в дате «1889». В марочных листах по 50 (10×5) экземпляров[1][18][19].
54. ↑  Серия «Курорты СССР»: Кисловодск. Санаторий «Россия», оливково-коричневая. Фототипия на бумаге, без водяного знака, перфорирована: линейная зубцовка 12½ (на каждые 2 сантиметра края марки приходится 12½ зубцов). В марочных листах по 100 (10×10) экземпляров[1][18][20].
55. ↑  Серия «Курорты СССР»: Сочи. Санаторий РККА имени тов. Ворошилова, красная. Фототипия на бумаге, без водяного знака, перфорирована: линейная зубцовка 12½ (на каждые 2 сантиметра края марки приходится 12½ зубцов). В марочных листах по 100 (10×10) экземпляров[1][18][20].
56. ↑  Серия «Курорты СССР»: Сочи. Санаторий РККА имени тов. Ворошилова, зелёная. Фототипия на бумаге, без водяного знака, перфорирована: линейная зубцовка 12½ (на каждые 2 сантиметра края марки приходится 12½ зубцов). В марочных листах по 100 (10×10) экземпляров[1][18][20].
57. ↑  Серия «Курорты СССР»: Новый Афон. Санаторий «Абхазия», тёмно-зелёная. Фототипия на бумаге, без водяного знака, перфорирована: линейная зубцовка 12½ (на каждые 2 сантиметра края марки приходится 12½ зубцов). В марочных листах по 100 (10×10) экземпляров[1][18][20].
58. ↑  Серия «Курорты СССР»: Сочи. НИИ курортологии, чёрно-синяя. Фототипия на бумаге, без водяного знака, перфорирована: линейная зубцовка 12½ (на каждые 2 сантиметра края марки приходится 12½ зубцов). В марочных листах по 100 (10×10) экземпляров[1][18][20].
59. ↑  Серия «Курорты СССР»: Сочи. Санаторий имени С. Орджоникидзе, тёмно-серая. Фототипия на бумаге, без водяного знака, перфорирована: линейная зубцовка 12½ (на каждые 2 сантиметра края марки приходится 12½ зубцов). В марочных листах по 100 (10×10) экземпляров[1][18][20].
60. ↑  Серия «Курорты СССР»: Сухуми. Санаторий имени С. Орджоникидзе, коричнево-лиловая. Фототипия на бумаге, без водяного знака, перфорирована: линейная зубцовка 12½ (на каждые 2 сантиметра края марки приходится 12½ зубцов). В марочных листах по 100 (10×10) экземпляров[1][18][20].
61. ↑  Серия «Курорты СССР»: Сочи. Санаторий имени С. Орджоникидзе, оранжево-красная. Фототипия на бумаге, без водяного знака, перфорирована: линейная зубцовка 12½ (на каждые 2 сантиметра края марки приходится 12½ зубцов). В марочных листах по 100 (10×10) экземпляров[1][18][20].
62. ↑  Серия «125-летие со дня рождения поэта М. Ю. Лермонтова»: портрет М. Ю. Лермонтова, коричневая, тёмно-синяя. Фототипия на бумаге, без водяного знака, перфорирована: линейная зубцовка 12½ (на каждые 2 сантиметра края марки приходится 12½ зубцов). В марочных листах по 100 (10×10) экземпляров[1][21][22].
63. ↑  Серия «125-летие со дня рождения поэта М. Ю. Лермонтова»: портрет М. Ю. Лермонтова, чёрно-коричневая, тёмно-зелёная. Фототипия на бумаге, без водяного знака, перфорирована: линейная зубцовка 12½ (на каждые 2 сантиметра края марки приходится 12½ зубцов). В марочных листах по 100 (10×10) экземпляров[1][21][22].
64. ↑  Серия «125-летие со дня рождения поэта М. Ю. Лермонтова»: портрет М. Ю. Лермонтова, чёрно-синяя, красная. Фототипия на бумаге, без водяного знака, перфорирована: линейная зубцовка 12½ (на каждые 2 сантиметра края марки приходится 12½ зубцов). Разновидность  (ЦФА [АО «Марка»] № 716-I): «М. Ю. Лермонтов» набрано тонкими буквами (в отличие от марки  (ЦФА [АО «Марка»] № 716) с толстыми буквами). В марочных листах по 100 (10×10) экземпляров[1][21][22].
65. ↑  Серия «50-летие со дня смерти Н. Г. Чернышевского»: портрет Н. Г. Чернышевского, зелёная, растр ГР  (Mi #729Ar). Глубокая печать на бумаге, без водяного знака, перфорирована: комбинированная гребенчатая зубцовка 12½:12 (на каждые 2 сантиметра края марки приходится 12½:12 зубцов). Разновидность  (ЦФА [АО «Марка»] № 717А)  (Mi #729C) с линейной зубцовкой 12½ (на каждые 2 сантиметра края марки приходится 12½ зубцов). В марочных листах по 100 (10×10) экземпляров[1][22][23].
66. ↑  Суммарный тираж всех разновидностей марок  (ЦФА [АО «Марка»] № 717)  (Mi #729Ar) и  (ЦФА [АО «Марка»] № 717А)  (Mi #729C)[1][22][23].
67. 1 2 3  В каталоге Соловьёва в качестве автора миниатюры ошибочно указан Василий Завьялов[1][22][23].
68. ↑  Серия «50-летие со дня смерти Н. Г. Чернышевского»: портрет Н. Г. Чернышевского, лиловая, растр ГР  (Mi #730Ar). Глубокая печать на бумаге, без водяного знака, перфорирована: комбинированная гребенчатая зубцовка 12½:12 (на каждые 2 сантиметра края марки приходится 12½:12 зубцов). Разновидности:  (ЦФА [АО «Марка»] № 718Р)  (Mi #730As) — с вертикальным растром (растр ВР) и  (ЦФА [АО «Марка»] № 718АР)  (Mi #730C) с вертикальным растром и линейной зубцовкой 12½ (на каждые 2 сантиметра края марки приходится 12½ зубцов). В марочных листах по 100 (10×10) экземпляров[1][22][23].
69. ↑  Суммарный тираж всех разновидностей марок  (ЦФА [АО «Марка»] № 718)  (Mi #730Ar);  (ЦФА [АО «Марка»] № 718Р)  (Mi #730As) и  (ЦФА [АО «Марка»] № 718АР)  (Mi #730C)[1][22][23].
70. ↑  Серия «50-летие со дня смерти Н. Г. Чернышевского»: портрет Н. Г. Чернышевского, сине-зелёная, растр ГР  (Mi #731Ar). Глубокая печать на бумаге, без водяного знака, перфорирована: комбинированная гребенчатая зубцовка 12½:12 (на каждые 2 сантиметра края марки приходится 12½:12 зубцов). Разновидности:  (ЦФА [АО «Марка»] № 719Р)  (Mi #731As) — с вертикальным растром (растр ВР) и  (ЦФА [АО «Марка»] № 719А)  (Mi #731C) с горизонтальным растром и линейной зубцовкой 12½ (на каждые 2 сантиметра края марки приходится 12½ зубцов). В марочных листах по 100 (10×10) экземпляров[1][22][23].
71. ↑  Суммарный тираж всех разновидностей марок  (ЦФА [АО «Марка»] № 719)  (Mi #731Ar);  (ЦФА [АО «Марка»] № 719Р)  (Mi #731As) и  (ЦФА [АО «Марка»] № 719А)  (Mi #731C)[1][22][23].
72. 1 2 3 4 5  Ниже приведён перечень стандартных марок (с возможностью сортировки по номиналу, тиражу и дате введения в обращение).
73. ↑  Портрет В. И. Ленина, тёмно-зелёная. Металлография на рыхлой и гладкой бумаге без водяного знака, перфорирована: линейная зубцовка 12½ (на каждые 2 сантиметра края марки приходится 12½ зубцов), 40 (8×5) экземпляров на марочных листах[25][12][24].
74. ↑  Портрет В. И. Ленина, красно-коричневая. Металлография на рыхлой и гладкой бумаге без водяного знака, перфорирована: линейная зубцовка 12½ (на каждые 2 сантиметра края марки приходится 12½ зубцов), 40 (8×5) экземпляров на марочных листах[25][12][24].
75. ↑  Портрет В. И. Ленина, чёрно-синяя. Металлография на рыхлой и гладкой бумаге без водяного знака, перфорирована: линейная зубцовка 12½ (на каждые 2 сантиметра края марки приходится 12½ зубцов), 40 (8×5) экземпляров на марочных листах[25][12][24].
76. ↑  Колхозница, лиловая. Типографская чёрная надпечатка длиной 11—12 мм нового номинала «30 коп» на марках  (ЦФА [АО «Марка»] № 317)  (Mi #368A). Печать типографская на бумаге с водяным знаком «ковёр», перфорирована: комбинированная гребенчатая зубцовка 12:12½ (на каждые 2 сантиметра края марки приходится 12:12½ зубцов). В марочных листах по 100 (10×10) марок[1][16][13].
77. ↑  Колхозница, лиловая. Типографская чёрная надпечатка длиной 11—12 мм нового номинала «30 коп» на марках  (ЦФА [АО «Марка»] № 342)  (Mi #674IA). Печать типографская на бумаге без водяного знака, перфорирована: комбинированная рамочная зубцовка 12:12½ (на каждые 2 сантиметра края марки приходится 12:12½ зубцов). В марочных листах по 100 (10×10) марок[1][16][13].
78. ↑  Работница, серо-синяя. Размер рисунка 16×23 мм. Печать типографская на простой бумаге без водяного знака, перфорирована: линейная зубцовка 12½ (на каждые 2 сантиметра края марки приходится 12½ зубцов). В марочных листах по 100 (10×10) марок[30][31][33].
79. ↑  Колхозница, зелёная. Печать типографская на простой бумаге без водяного знака, перфорирована: линейная зубцовка 12½ (на каждые 2 сантиметра края марки приходится 12½ зубцов). В марочных листах по 100 (10×10) марок[30][31][32].
80. ↑  Сталевар, синяя. Печать типографская на простой бумаге без водяного знака, перфорирована: комбинированная гребенчатая зубцовка 12:12½ (на каждые 2 сантиметра края марки приходится 12:12½ зубцов). В марочных листах по 100 (10×10) марок[1][12][33].
81. ↑  Работница, красно-лиловая. Печать типографская на простой бумаге без водяного знака, перфорирована: комбинированная гребенчатая зубцовка 12:12½ (на каждые 2 сантиметра края марки приходится 12:12½ зубцов). В марочных листах по 100 (10×10) марок[1][12][33].
82. ↑  Герб СССР, растр ВР, ярко-розовая. Глубокая печать на простой бумаге без водяного знака, перфорирована: комбинированная гребенчатая зубцовка 12:12½ (на каждые 2 сантиметра края марки приходится 12:12½ зубцов). Есть разновидность — марка  (ЦФА [АО «Марка»] № 669Р)  (Mi #684IVAs) с растром ГР. В марочных листах по 100 (10×10) марок[1][12][36].
83. ↑  Герб СССР, растр ВР, ярко-розовая. Глубокая печать на простой бумаге без водяного знака, перфорирована: линейная зубцовка 12½ (на каждые 2 сантиметра края марки приходится 12½ зубцов). Есть разновидность — марка  (ЦФА [АО «Марка»] № 669АР)  (Mi #684IVCs) с растром ГР. В марочных листах по 100 (10×10) марок[1][12][36].
84. 1 2 3  В каталоге Стандарт-коллекции под редакцией Загорского название рисунка — «парашютист»[37].
85. ↑  Шахтёр, кирпично-красная. Размер рисунка 15×22,5 мм. Печать типографская на простой бумаге без водяного знака, перфорирована: комбинированная гребенчатая зубцовка 12:12½ (на каждые 2 сантиметра края марки приходится 12:12½ зубцов). В марочных листах по 100 (10×10) марок[1][33][38].
86. ↑  Красноармеец, тёмно-зелёная. Печать типографская на простой бумаге без водяного знака, перфорирована: комбинированная гребенчатая зубцовка 12:12½ (на каждые 2 сантиметра края марки приходится 12:12½ зубцов). В марочных листах по 100 (10×10) марок[1][33][38].
87. ↑  Лётчик[Комм 84], тёмно-синяя. Печать типографская на простой бумаге без водяного знака, перфорирована: комбинированная гребенчатая зубцовка 12:12½ (на каждые 2 сантиметра края марки приходится 12:12½ зубцов). В марочных листах по 100 (10×10) марок[1][33][38].